# Јан Кромкамп
Јан Кромкамп (хол. Jan Kromkamp; 17. август 1980) бивши је холандски фудбалер који је играо у одбрани на позицији десног бека.
Наступао је за Го ахед иглсе, АЗ Алкмар, Виљареал, Ливерпул и ПСВ Ајндховен.
За репрезентацију Холандије наступао је 11 пута и био у саставу на Светском првенству 2006.

## Статистика каријере

### Репрезентативна
| Холандија | Холандија | Холандија |
| Година    | Утакмице  | Голови    |
| --------- | --------- | --------- |
| 2004      | 1         | 0         |
| 2005      | 7         | 0         |
| 2006      | 3         | 0         |
| Укупно    | 11        | 0         |

## Успеси
Ливерпул
- ФА куп: 2005/06.

ПСВ
- Ередивизија: 2006/07, 2007/08.
- Суперкуп Холандије: финалиста: 2006, 2007.